# Gustaf Jaensson
Gustaf Wilhelm Jaensson, född den 10 augusti 1891 i Adolf Fredriks församling, Stockholm, död den 2 januari 1981 i Gustav Vasa församling, Stockholm, var en svensk hovkonservator, skulptör och målare.
Han var son till Wilhelm Jaensson och Gerda Meyersson och gift första gången 1915 med Greta Strandin och andra gången från 1955 med Ylva Günter. Efter avslutade läroverksstudier i Stockholm utbildades han i sin fars ateljé till konservator 1908–1915; samtidigt studerade han måleri vid Althins och Asplunds målarskolor. Han förtog under studietiden ett antal studieresor till utlandet. Efter studierna var han verksam som fristående konservator under några år innan han 1921 utnämndes till sin fars efterträdare som konservator vid Nationalmuseum och de kungliga statliga slotten; han blev konservator vid Konstakademien 1928 och utnämndes till hovkonservator 1941. Vid museet restaurerade han bland annat Rembrandts målning Batavernas trohetsed till Claudius Civilis. Han utförde dessutom förtjänstfulla restaureringar av målningar i Stockholms slott, Riddarhuspalatset, Gripsholms slott och Drottningholms slott, bland annat av Lemkes bataljmålningar. En viktig insats gjorde han när han tog initiativ till den omfattande polisundersökning av konstskojare och tavelförfalskning som förekom på 1940-talet. Vid sidan av sitt arbete som konservator ägnade han sig åt eget skapande; han målade stilleben och porträtt samt skulpterade porträttbyster och reliefer. Jaensson finns representerad vid Nationalmuseum med en porträttrelief av sin far utförd i brons. Han är begravd på Norra begravningsplatsen utanför Stockholm.